# Willem van den Broeck
Pour les articles homonymes, voir Vandenbroek.
Willem van den Broeck, dit « Guillelmus Paludanus » (Malines, 1530-Anvers, 1580), est un sculpteur flamand de la Renaissance.
Willem van den Broeck était le frère du peintre Crispin van den Broeck et d’Hendrick van den Broeck. Maitre indépendant de la guilde de Saint-Luc d’Anvers en 1557, il est fait citoyen de la ville en 1559.